# Stazione di Vicenza
La stazione di Vicenza si trova sulla linea ferroviaria Milano-Venezia, fungendo inoltre da capolinea per le linee Vicenza-Schio e Vicenza-Treviso.

## Storia
La stazione di Vicenza risale al XIX secolo. Il progetto per la costruzione del fabbricato fu commissionato nel 1844 all'architetto veneziano Giovanni Battista Meduna, il quale trasse ispirazione dalla prima stazione ferroviaria di Padova.
L'inaugurazione avvenne il 7 dicembre del 1845 con il viaggio di prova di una locomotiva sulla strada ferrata che, per la prima volta, mise in collegamento la stazione di Vicenza con quella di Padova. Il tragitto verso la città del Santo divenne regolare con il trasporto dei primi passeggeri il 14 gennaio 1846, mentre la tratta Vicenza - Verona fu aperta con solenne inaugurazione soltanto nel 1849.
Il fabbricato viaggiatori originario, quasi totalmente distrutto durante la seconda guerra mondiale a causa dei bombardamenti, venne sostituito da un edificio in stile moderno al termine del conflitto, progettato dall'architetto Roberto Narducci e inaugurato il 31 agosto 1948.
Nei primi anni 2000 la stazione è stata oggetto di una profonda ristrutturazione che ha portato al completo rifacimento degli ambienti del fabbricato viaggiatori, al prolungamento dei sottopassaggi fino al 5º e 6º binario (il cui marciapiede è stato dotato di copertura), all'allungamento delle banchine dei binari 3° e 4° e alla ristrutturazione del PRG di stazione con la realizzazione dell'Apparato Centrale Elettrico a Itinerari (prima di allora il controllo degli enti era affidato ad un Apparato Centrale Elettrico a leve individuali basato su tre cabine, denominate Cabina A, Cabina B e Cabina C).

### Riqualificazione e adeguamento AV/AC
In ragione dell'attraversamento di Vicenza della linea Alta Velocità - Alta Capacità, la stazione sarà oggetto di imponenti lavori di riqualificazione e ampliamento. In particolare sono previsti ad ovest una nuova connessione con il futuro sottopasso AV che sarà integrato nell’atrio con una copertura vetrata, ad est l’apertura di un nuovo varco di connessione con i binari e la valorizzazione di un’area di attesa. Nel centro, invece, si svilupperà un’area di circolazione e di attesa dei viaggiatori più ampia, a beneficio anche del recupero di tutti gli spazi interni inutilizzati, destinandoli a funzioni connesse al viaggio, come la velostazione. I binari passanti destinati al servizio passeggeri dai sei attuali diventeranno dieci, ai quali si aggiungeranno ai due binari tronchi attualmente in uso. All'esterno dell'impianto ferroviario sarà realizzato il nuovo sottopasso ciclopedonale.
Si riporterà infine alla luce la facciata storica della stazione progettata dall’architetto Roberto Narducci nel 1948 e si introdurrà un rivestimento cromaticamente integrato per legare i volumi rimanenti.

## Strutture e impianti

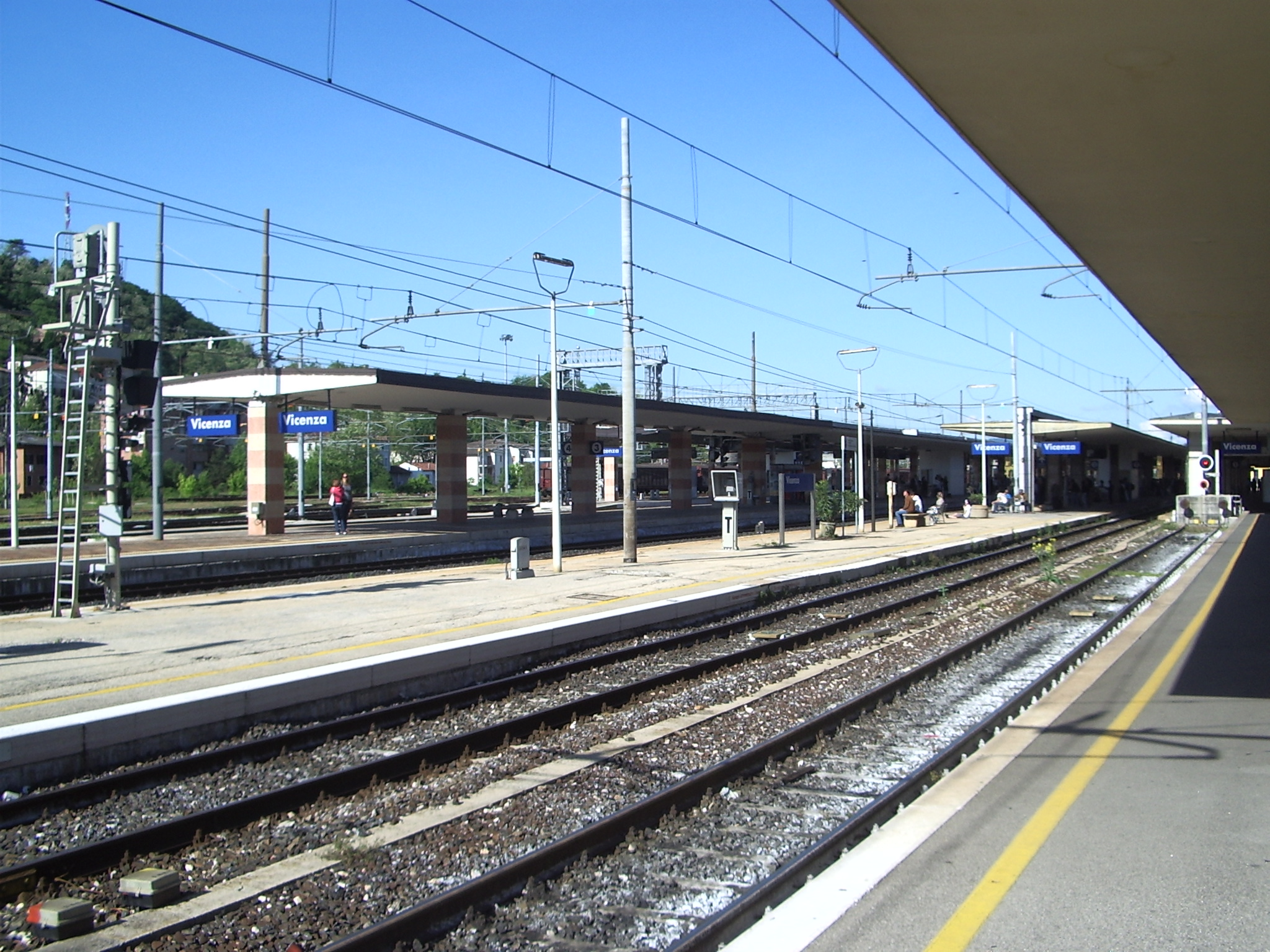
In primo piano i binari 1 Giardino e 1

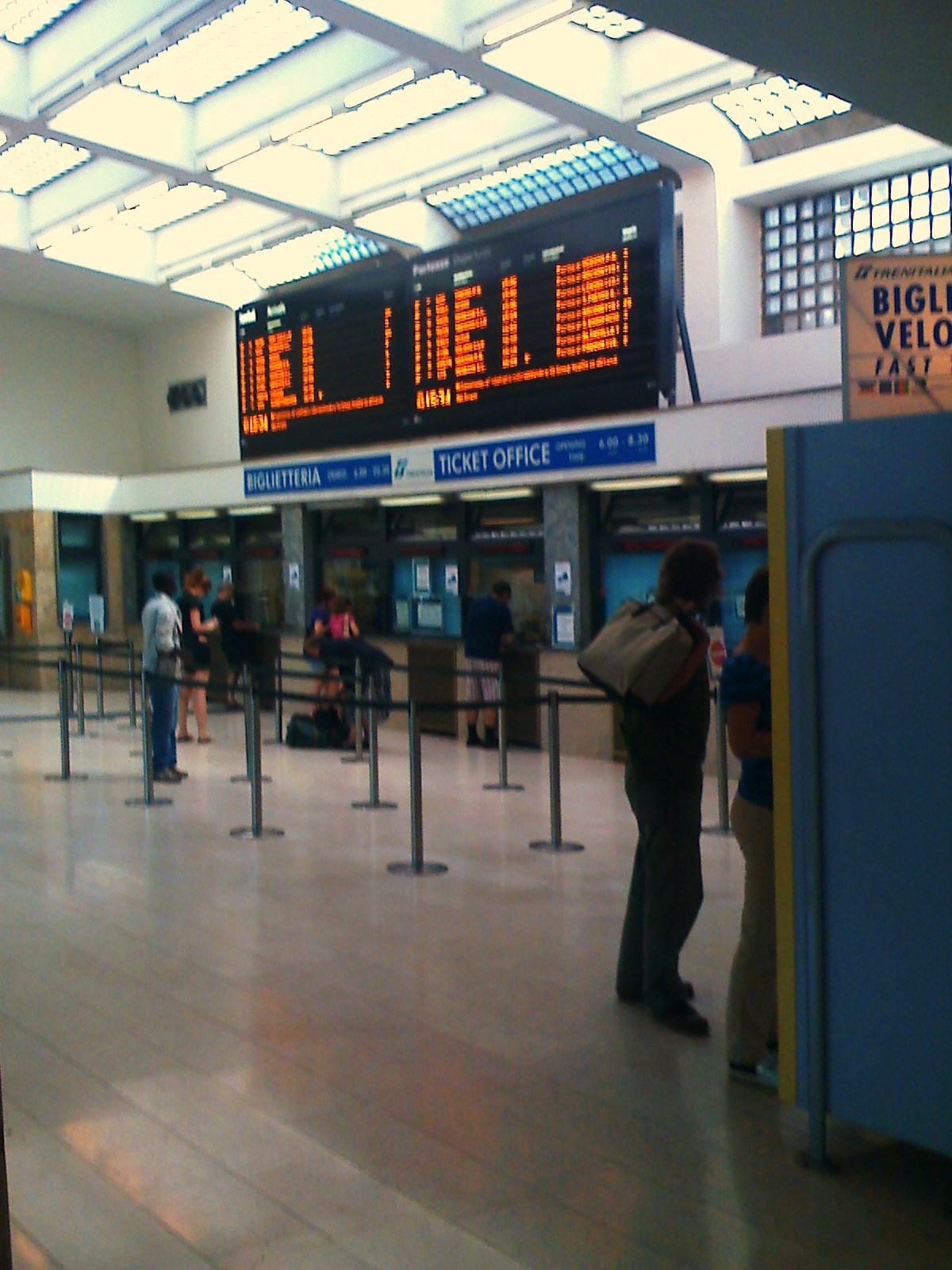
Atrio biglietteria

La stazione è dotata di un fabbricato viaggiatori che ospita la biglietteria e diversi servizi per il passeggero, la sede della Polfer, gli uffici di Trenitalia e la dirigenza del movimento. Lo stesso è stato oggetto nei primi anni duemila di un importante intervento di ammodernamento che ha visto, fra l'altro, l'apposizione di un rivestimento in mattoni e pietra gialla di Vicenza sul fronte e sui lati dell'edificio.  
I binari per il servizio passeggeri sono 8. Quelli numerati dall'1 al 6, tutti passanti, vengono utilizzati per la movimentazione dei treni della linea Milano – Venezia e per i treni Regionali della relazione Vicenza - Bassano del Grappa, mentre i binari denominati 1° Giardino e 2° Giardino, ubicati a lato del fabbricato viaggiatori principale e raggiungibili percorrendo il marciapiede del primo binario in direzione est (Venezia), sono tronchi e vengono utilizzati per i servizi delle linee Vicenza – Schio e Vicenza – Treviso espletati con treni Regionali di Trenitalia. 
Esistono inoltre diversi binari di servizio che vengono utilizzati per il traffico merci in transito, manovra, sosta e deposito, nonché per corse prova o stazionamento di materiale rotabile oggetto di manutenzione nelle limitrofe Officine Grandi Riparazioni.
Nelle adiacenze della stazione è altresì presente una rimessa locomotive dei treni Regionali.
La stazione è servita dai treni regionali svolti da Trenitalia nell'ambito del contratto di servizio stipulato con la Regione Veneto e strutturati secondo quanto previsto dal Sistema Ferroviario Metropolitano Regionale e da treni a lunga percorrenza di Trenitalia (Frecciarossa, Eurocity, Euronight) e di Italo Treno. 
Le principali destinazioni raggiungibili dalla Stazione di Vicenza sono: Milano, Torino, Genova, Venezia,  Brescia, Verona, Padova, Treviso, Udine, Trieste, Domodossola, Vienna, Ginevra, Zurigo, Innsbruck e Monaco di Baviera.
Il traffico merci è curato da diverse società fra cui Trenitalia, Dinazzano Po, FFS Cargo, Rail Cargo Carrier Italia, NordCargo, Sistemi Territoriali ma risulta di solo transito, essendo il servizio concentrato presso altri fasci di binari.

## Servizi
La stazione è gestita da RFI e classificata come gold. Le banchine a servizio dei binari sono collegate tra loro tramite due sottopassi pedonali (rispettivamente lato Venezia, a sinistra del corpo centrale ove è presente la biglietteria e lato Milano a destra della biglietteria) accessibili anche ai portatori di disabilità grazie alla presenza degli ascensori. 
L'area dedicata al traffico passeggeri è dotata di un impianto di videosorveglianza e dispone di:
- Biglietteria a sportello
- Biglietteria automatica
- Sala d'attesa
- Bar
- Negozi
- Posto di Polizia Ferroviaria
- Servizi igienici

## Interscambi
Sul piazzale antistante la stazione sono presenti un parcheggio taxi e una fermata/capolinea degli autoservizi urbani SVT; le autolinee interurbane osservano capolinea presso l'adiacente autostazione.
- Fermata autobus
- Stazione taxi

Sul piazzale antistante la stazione, fra il 1910 e il 1928 era presente un capolinea della rete tranviaria di Vicenza.
Fra il 1880 e il 1980 nelle immediate adiacenze di quella ferroviaria era inoltre presente la stazione tranviaria gestita in ultimo dalle Ferrovie e Tramvie Vicentine, dalla quale partivano i servizi sulle seguenti linee:
- tranvia elettrica Vicenza-Valdagno-Recoaro Terme, con diramazione da Montecchio Maggiore a Chiampo, chiusa per tratte fra il 1961 e il 1980;
- tranvia Vicenza-Noventa-Montagnana, con diramazione per Barbarano, chiusa definitivamente nel 1979;
- tranvia Vicenza-Bassano del Grappa, soppressa nel 1961.